# Madrun
Madrun, attestata anche come Madryn, Materiana, Merteriana e Merthiana (440), è stata una principessa britannica, venerata come santa dalla Chiesa cattolica.

## Biografia
Era la figlia più anziana di Vortimer, sovrano del Gwerthefyriwg (il futuro Gwent). Madrun sposò Ynyr, un discendente dell'imperatore Magno Massimo, dando così vita alla dinastia che avrebbe regnato sul Gwent fino alla conquista normanna (XI secolo). 
Durante un pellegrinaggio a Ynys Enlli (oggi isola di Bardsey), Madrun e la sua damigella, Sant'Annun, si fermarono per la notte a Trawsfynydd. Entrambero fecero un sogno in cui gli veniva comandato di costruire un convento dove
avevano dormito. Stupite dalla coincidenza, loro fecero come detto dal sogno (la chiesa è ancora dedicata a loro). Negli ultimi anni della sua vita si stabilì in Cornovaglia con suo figlio, san Ceidio, dedicandosi dall'evangelizzazione dell'area attorno a Minster e fu là che infine morì e venne sepolta.